# Tsimané jezik
Tsimané jezik (ISO 639-3: cas; chimane), jedan od dva jezika porodice mosetene, kojim govori oko 5 320 ljudi (Adelaar 2000) iz plemena Chimané na jugozapaddu bolivijskog departmana Beni, i duž rijeka Maniqui, San Miguel de Huachi i Santa Ana de Alto Beni.
Srodan mu je jezik Mosetén (Adelaar, 1991) kojim su nekad govorili pripadnici pelemena Mosetene, dok se danas služe uglavnom španjolskim. Danas je chimane jedini predastavnik ove porodice.

## Vanjske poveznice
- Ethnologue (14th)
- Ethnologue (15th)